# Colonizzazione basca delle Americhe

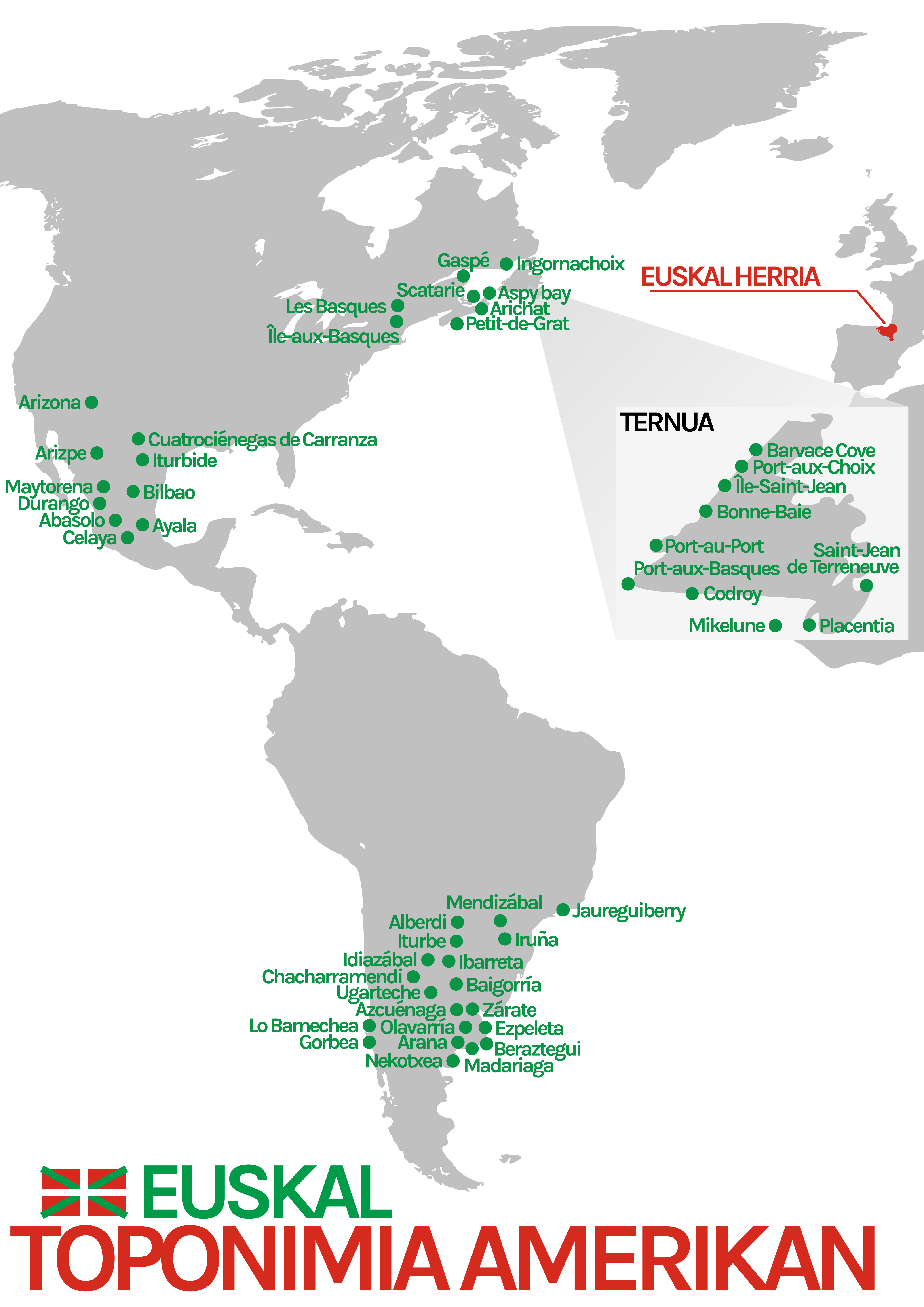
Toponimi baschi in America

La colonizzazione basca delle Americhe ha avuto luogo a partire dal 1517, fino al 1767. Consistette principalmente in villaggi stagionali per la pesca al merluzzo e la caccia alla balena, nel golfo di San Lorenzo e nei dintorni.

## Storia

### Origini
La prima traccia scritta sui baschi e le balene è del 670 con la vendita di 40 barili di olio di balena dei Baschi del Labourd. I Baschi cacciavano le balene soprattutto lungo le coste del golfo di Biscaglia. Appresero i fondamenti di tale caccia dai Vichinghi arrivati nei territori baschi intorno al 844. Un documento vichingo attesta la presenza di balenieri baschi a 500 miglia ad est della Groenlandia nel 1412. Dal quindicesimo al diciassettesimo secolo compiono anche delle spedizioni invernali lungo le coste di Asturie e Galizia.

### Porti baschi
I porti baschi alla base delle spedizioni di pesca prima e di colonizzazione poi sono situati sulla costa del Labourd. Tra i principali centri avevamo Saint-Jean-de-Luz, Ciboure e Bayonne.

## Eredità
Attualmente la bandiera non ufficiale di Saint-Pierre e Miquelon comprende al suo interno il vessillo basco.